# Transition nucléaire
Une transition nucléaire est un réagencement des nucléons dans les couches nucléaires. Un noyau atomique qui ne souffre pas d'un déséquilibre baryonique, mais qui se trouve dans un état d'énergie instable, émet un photon très énergétique appelé rayons gamma.